# Bloodthirst
Bloodthirst è il settimo album dei Cannibal Corpse. Venne pubblicato nel 1999 dalla Metal Blade Records. Rappresentò, per il gruppo, una sorta di ritorno alle origini dopo la svolta "sperimentale" dell'album precedente.

## Tracce
1. Pounded into Dust – 2:17 (testo: Webster – musica: Webster)
2. Dead Human Collection – 2:30 (testo: Mazurkiewicz – musica: O'Brien)
3. Unleashing the Bloodthirsty – 3:50 (testo: Webster – musica: Webster)
4. The Spine Splitter – 3:10 (testo: Mazurkiewicz – musica: Owen)
5. Ecstasy in Decay – 3:12 (testo: Mazurkiewicz – musica: O'Brien)
6. Raped by the Beast – 2:34 (testo: Mazurkiewicz – musica: Owen)
7. Coffinfeeder – 3:04 (testo: Webster – musica: Webster)
8. Hacksaw Decapitation – 4:12 (testo: Mazurkiewicz – musica: O'Brien)
9. Blowtorch Slaughter – 2:33 (testo: Mazurkiewicz – musica: Webster)
10. Sickening Metamorphosis – 3:24 (testo: Webster – musica: Webster)
11. Condemned to Agony – 3:44 (testo: Webster – musica: Webster)

## Formazione
- George "Corpsegrinder" Fisher - voce
- Jack Owen - chitarra
- Pat O'Brien - chitarra
- Alex Webster - basso
- Paul Mazurkiewicz - batteria